# Абала
Абала (ісп. Abalá) — невелике місто в Мексиці, штат Юкатан, адміністративний центр однойменного муніципалітету, з населенням 1797 чоловік. Розташоване за 37 км на південь від столиці штату Мериди.
Назва походить від  юкатекського Abalha: Aba, Abal -слива і Ha - вичавлена вода, відповідно назву можна перекласти як місце отримання сливового соку.